# A River Runs Through It
A River Runs Through It is een dramafilm uit 1992 geregisseerd door Robert Redford. De hoofdrollen worden gespeeld door Craig Sheffer, Brad Pitt, Tom Skerritt, Brenda Blethyn en Emily Lloyd. De film is gebaseerd op het gelijknamige boek uit 1976 van Norman Maclean en volgt het verhaal van twee broers die opgroeien in Montana.
De film werd genomineerd voor drie Oscars, waaronder de Oscar voor beste bewerkte scenario. De film wist uiteindelijk één nominatie te verzilveren.

## Rolverdeling
| Acteur               | Personage             |
| -------------------- | --------------------- |
| Craig Sheffer        | Norman Maclean        |
| Joseph Gordon-Levitt | een jonge Norman      |
| Arnold Richardson    | een oude Norman       |
| Brad Pitt            | Paul Maclean          |
| Vann Gravage         | een jonge Paul        |
| Tom Skerritt         | Reverend John Maclean |
| Brenda Blethyn       | Clara Maclean         |
| Emily Lloyd          | Jessie Burns          |
| Stephen Shellen      | Neal Burns            |
| Edie McClurg         | Mrs. Burns            |
| Nicole Burdette      | Mabel                 |
| Susan Traylor        | Rawhide               |
| Michael Cudlitz      | Chub                  |

## Prijzen en nominaties
| Jaar | Prijs          | Categorie               | Genomineerde(n)     | Uitslag     |
| ---- | -------------- | ----------------------- | ------------------- | ----------- |
| 1992 | Academy Awards | Beste camerawerk        | Philippe Rousselot  | Gewonnen    |
| 1992 | Academy Awards | Beste bewerkte scenario | Richard Friedenberg | Genomineerd |
| 1992 | Academy Awards | Beste originele muziek  | Mark Isham          | Genomineerd |